# Cursa carelor de luptă

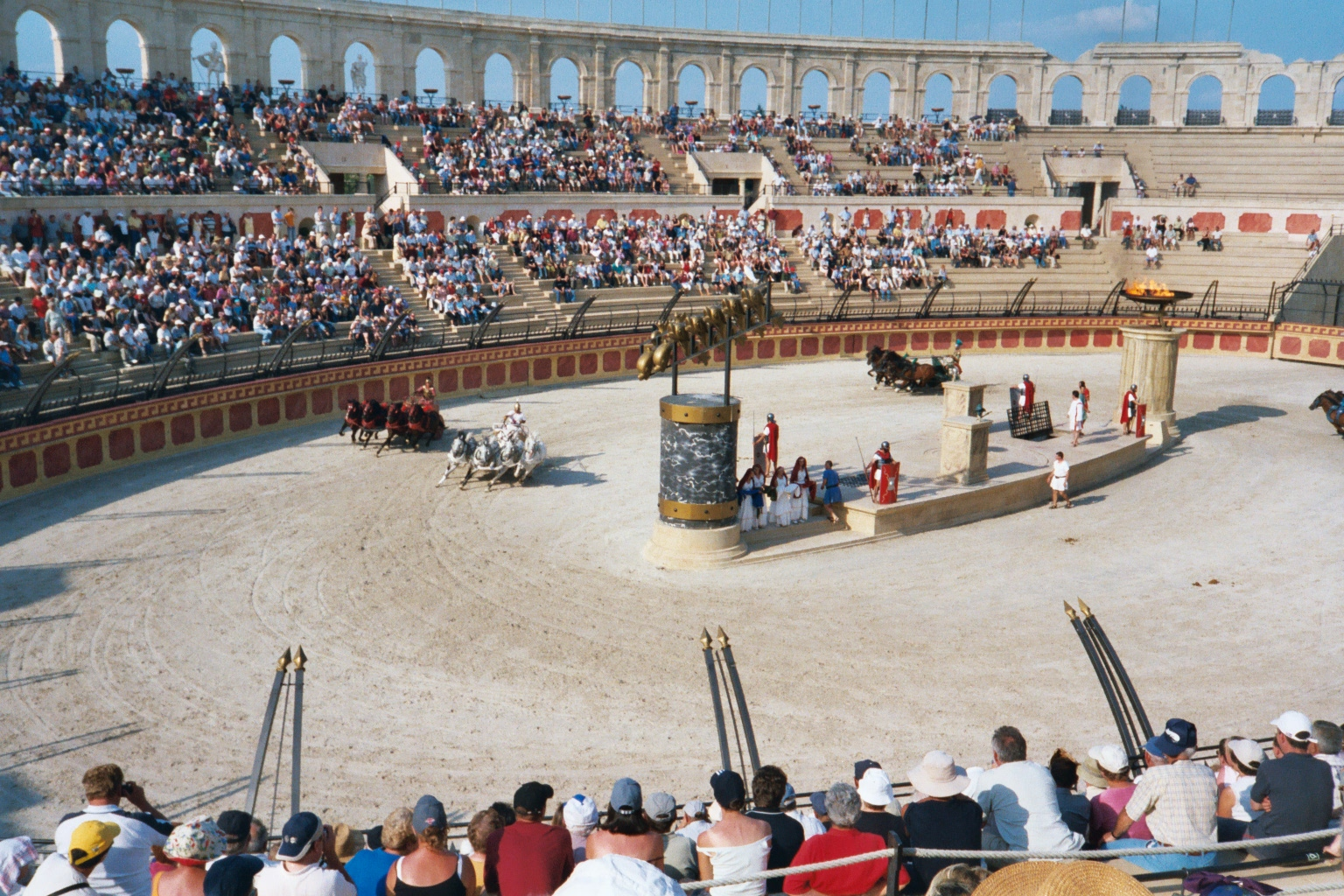
Reconstituire a unei curse de care în Puy du Fou

Cursa carelor de luptă (greacă ἁρματοδρομία / harmatodromia, latină ludi circenses) a fost unul dintre cele mai populare sporturi din Grecia antică, Imperiul Roman și Imperiul Bizantin. Cursele carelor de luptă se dovedeau adesea periculoase atât pentru conducător cât și pentru cai, acestea încheindu-se frecvent cu răni grave sau chiar moartea participanților, dar generând un puternic entuziasm printre spectatori. La Jocurile Olimpice antice precum în alte Jocuri Panelenice, sportul reprezenta unul dintre cele mai importante evenimente ecvestre.
În forma romană a curselor de care, echipele reprezentau diferite grupuri sau susținători financiari și uneori concurau acerb pentru a beneficia de serviciile conducătorilor cu o îndemânare deosebită. Aceste echipe au captat apoi un puternic sprijin din partea spectatorilor, ceea ce a dus la tulburări ocazionale între membrii diverselor facțiuni. Conflictele au devenit uneori politizate, sportul începând să transceadă cursele în sine și să afecteze societatea în ansamblul său, explicându-se astfel de ce împărații romani, iar mai apoi cei bizantini, au preluat controlul echipelor și au numit funcționari cu rolul de a le superviza.
Sportul a scăzut în importanță după declinul și căderea Romei din lumea apuseană, supraviețuind pentru o perioadă în Imperiul Bizantin, unde facțiunile tradiționale romane au continuat să joace un rol important, obținând influență în problemele politice. Rivalitatea lor a culminat cu declanșarea Răscoalei Nika, moment care a marcat însă și declinul gradual al acestui sport.

## Grecia antică

### Cursele timpurii de care de luptă

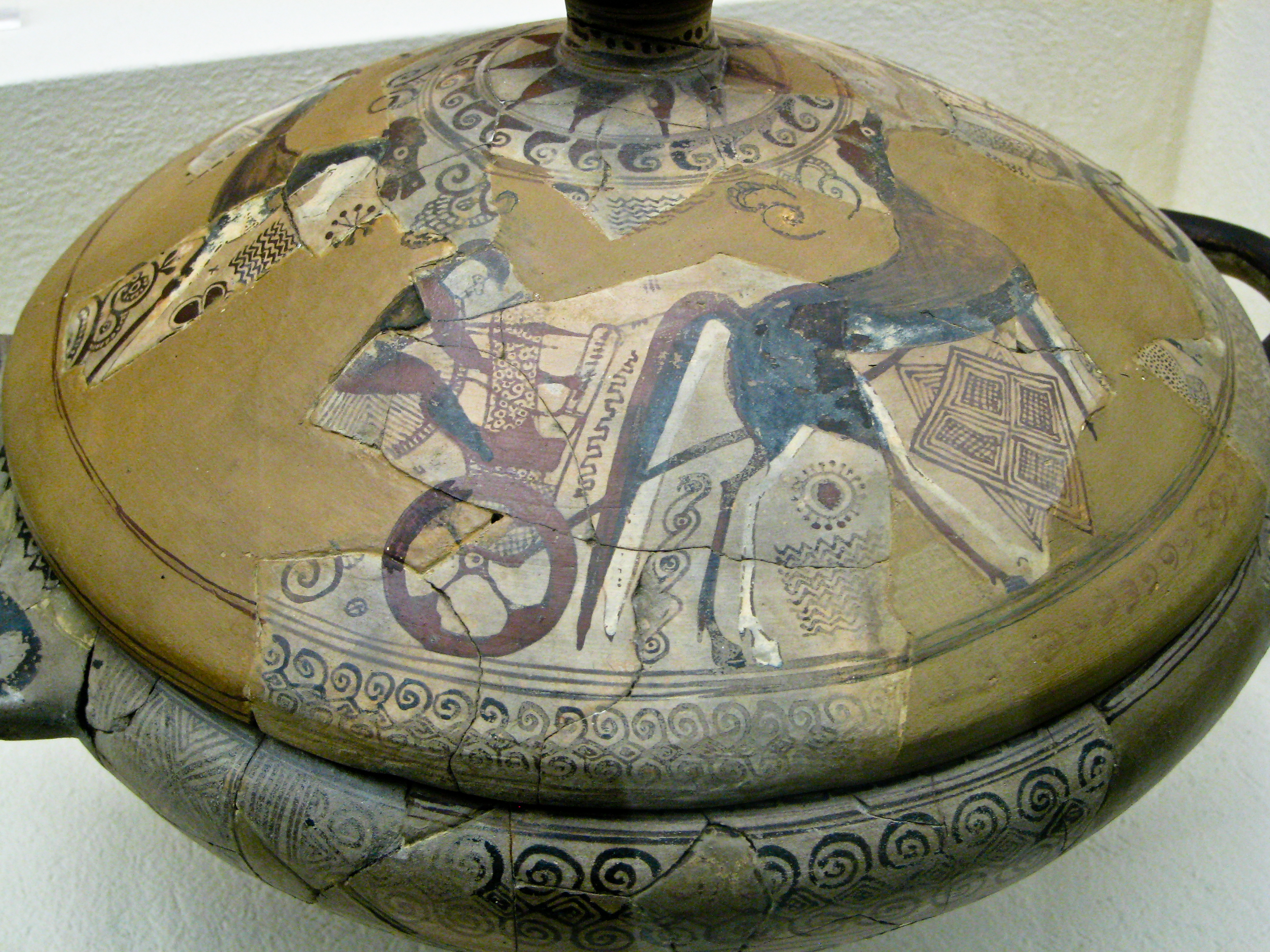
Muzeul Kerameikos Archaeological Atena, 700-675 î.e.n.

Apariția sau rădăcinile curselor de care nu este cunoscută cu exactitate dar se presupune a fi apărut odată cu însăși carele de luptă. Este cunoscut dintr-o reprezentare artistică de pe fragmentele unui vas din ceramică faptul că sportul exista în lumea miceniană[N1] dar prima referință literară este cea descrisă de Homer, la jocurile funerare ale lui Patrocle. Participanții la această cursă au fost Diomede, Eumele, Antilochus, Menelau și Merion. Cursa, care consta într-un singur tur în jurul unui copac, a fost câștigată de Diomede, iar premiul său a fost o sclavă și un cazan. Tot o cursă de care de luptă se spune că ar constitui evenimentul care a dus la crearea Jocurilor Olimpice; conform unei legende menționate de Pindar, regele Oenomaus a provocat pețitorii fiicei sale Hippodamia, la o întrecere, dar a fost învins de Pelops, cel care avea să fondeze Jocurile în onoarea victoriei sale.

### Jocurile Olimpice
La Jocurile Olimpice antice precum și la alte Jocuri Panelenice, existau două tipuri de curse, cea a carelor de luptă cu patru cai (greacă τέθριππον / tethrippon) și cea cu doi cai (greacă συνωρὶς / synoris) care erau în esență asemănătoare exceptând diferența de număr de cai[N2]. Competiția carelor de luptă a fost pentru prima dată introdusă la Jocurile Olimpice din 680 î.e.n. odată cu extinderea duratei evenimentului de la una la două zile pentru acomodarea cu noul sport (dar, în realitate, nu acesta a fost evenimentul fondator). Noul sport nu a fost la fel de prestigios precum cursa de stadion (greacă στάδιον, latină stadium), a competiției de alergare în care atleții parcurgeau aproximativ 180 de metri, dar era mult mai importantă decât celelalte curse ecverstre cum ar fi cea de călărie la care s-a și renunțat, la Jocurile Olimpice antice, destul de timpuriu. 

Planul sanctuarului din Olympia din 2007, anterior descoperirii recente prin radar a arheologilor germani. La sud de stadion (nr. 10), în partea de sud-est este localizat hipodromul acoperit de sedimente provenite din râul Alfios.

Atât cursa de călărie cât și cea a carelor de luptă se țineau la hipodrom[N3]. Acesta era situat în colțul sud-estic al sanctuarului din Olympia, pe o zonă plată întinsă de la sud de stadion și care se întindea aproape paralel cu acesta. Până de curând, locația sa exactă era necunoscută fiind acoperită de câțiva metri de sedimente provenite din râul Alfios. În 2008, Norbert Muller și o echipă a Institutului Arheologic German au folosit radarul pentru a localiza o structură mare, rectangulară, similară descripției făcute de Pausanias. Pausanias, care a vizitat Olympia în secolul al II-lea î.Hr., descrie construcția ca fiind  întinsă, alungită, plată, cu dimensiunile de aproximativ 780 de metri lungime și 320 m lățime (patru stadii lungime și un stadiu și patru plethra[N4] lățime). Hipodromul era împărțit longitudinal în două piste de o piatră sau de o barieră din lemn denumită embolon. Ambele curse, și cea de călărie și cea a carelor, porneau spre est, apoi ocoleau pe la embolon și se întorceau pe a doua pistă, concurenții galopând spre vest, iar distanțele parcurse variau în funcție de eveniment. Pistele centrale erau împrejmuite de bănci pentru spectatori, naturale (în nord) și artificiale (în partea sudică și estică); un loc special era rezervat arbitrilor judecători pe băncile din părțile de vest și nord. 

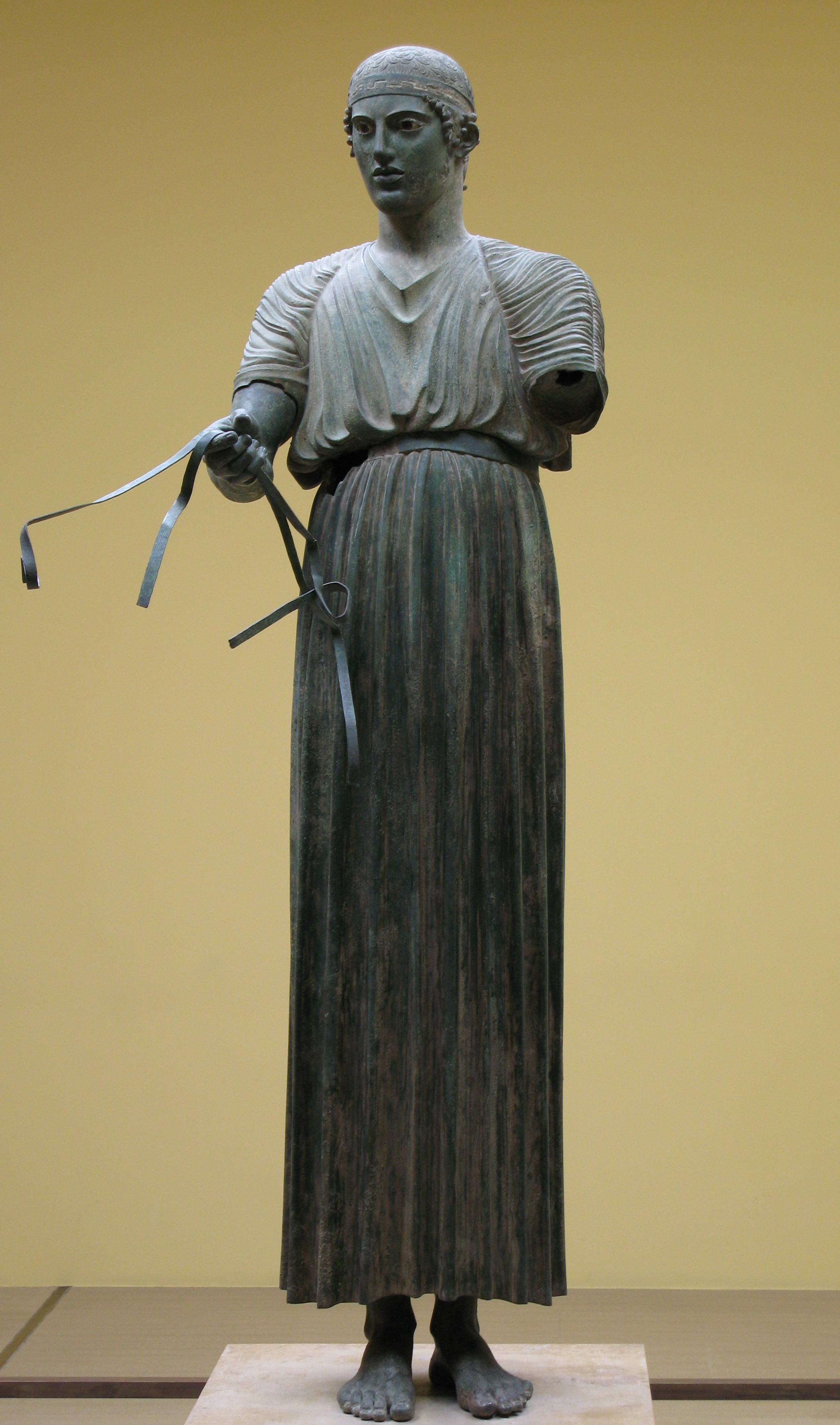
Heniokhos, statuie din bronz a unui conducător de car descoperită în Delphi. Ca și jocheii moderni, aceștia trebuiau să fie ușori dar și înalți.

Cursele începeau prin defilarea concurenților în vreme ce un crainic anunța numele conducătorilor și al proprietarilor. Cursa tethrippon consta în 12 tururi de pistă cu întoarceri ascuțite în dreptul delimitărilor de la ambele capete. Se utilizau diverse dispozitive mecanice, inclusiv porți de start (greacă ὕσπληγξ-ὕσπληγγες / hysplex /hyspleges) care erau coborâte la startul cursei. Conform lui Pausanias, acestea au fost inventate de arhitectul Cleoitas cu scopul ca atelajele concurente din culoarele exterioare să înceapă cursa mai devreme decât cele de pe interior, conferind egalitate de șanse. Competiția nu începea în mod corespunzător până ce ultima poartă nu era coborâtă, moment în care fiecare concurent era mai mult sau mai puțin aliniat celorlalți, deși cel din exterior, care plecase primul, avea avans și viteză mai mare față de restul până la prima întoarcere. Dispozitivele mecanice cunoscute drept "vulturul" și "delfinul" se ridicau pentru a semnaliza începutul cursei și erau coborâte pe măsură ce aceasta evolua pentru a semnaliza numărul te tururi rămase. Acestea erau probabil sculpturi din bronz ale respectivelor animale și erau amplasate pe stâlpii de la linia de start.
În majoritatea cazurilor, proprietarul și conducătorul carului de luptă erau persoane diferite. În 416 î.e.n., generalul atenian Alcibiade dispunea de șapte care în cursă, acestea ocupând locurile 1, 2 și 4 în cursa disputată; evident, nu putea conduce singur cele șapte care. Filip al II-lea al Macedoniei a câștigat de asemenea o cursă olimpică a carelor în încercarea de a dovedi ca nu era un barbar, ceea ce este puțin probabil. Totuși, poetul Pindar laudă curajul lui Herodot din Teba de a conduce propriul car. Regula proprietarului câștigător alături de conducătorul carului însemna că femeile puteau, teoretic, să câștige curse, în ciuda faptului că le era interzisă participarea la Jocuri. Acest lucru s-a întâmplat rar, dar un exemplu notabil este cel al prințesei spartane Cynisca, fiica lui Archidamos al II-lea, care a câștigat cursa carelor de luptă de două ori devenind prima câștigătoare din istoria Jocurilor. Paradoxul este și mai pronunțat prin faptul că ea, cel mai probabil, nu a fost prezentă la propria victorie, femeilor fiindu-le interzisă participarea inclusiv ca și spectatori. Cursa carelor era o metodă prin care grecii își demonstrau propria prosperitate. Cazul lui Alcibiade indică, de asemenea, că era o metodă alternativă de opulență, de expunere publică a faimei pentru cei bogați.
Conducătorul de car era de obicei un membru al familiei proprietarului sau, în majoritatea cazurilor, un sclav sau un profesionist tocmit pentru că totuși cursa presupunea calități deosebite de putere, îndemânare și curaj. Se cunosc numele a foarte puțini conducători[N5] iar poemele și cântecele victoriei precum și statuetele contribuie la sursele despre aceștia. Spre deosebire de alte competiții ale Jocurilor Olimpice, conducătorii carelor nu concurau nud, probabil din rațiuni de siguranță pentru că se ridica mult praf de către care și cai iar accidentele sângeroase erau frecvente. Concurenții purtau o haină cu mâneci numită xystis care cădea până la glezne și era prinsă la mijloc cu o curea simplă. Două curele se încrucișau în zona superioară a spatelui cu scopul de a împiedica umflarea xystis-ului pe timpul cursei.
Conducătorii dispuneau de care de luptă modificate pentru viteză și manevrabilitate, fiind construite din lemn, cu două roți și cu partea din spate descoperită deși acest tip nu era folosit în lupte și, cu timpul, nici carele nemodificate. Exista un loc special unde conducătorul punea picioarele, iar carul era fixat direct pe osie astfel încât zdruncina tare iar cursa era destul de accidentată. Partea cea mai incitantă a cursei, cel puțin pentru spectatori, o constituiau întoarcerile de la capetele hipodromului. Aceste viraje foarte strânse erau foarte periculoase și frecvent letale. Dacă un car nu era depășit pe linia dreaptă, el trebuia să încetinească la embolon pentru a aborda întoarcerea, moment în care putea fi răsturnat sau zdrobit (atât conducătorul cât și carul și caii) de ceilalți urmăritori. Coliziunea deliberată cu un adversar pentru a-l distruge și elimina era teoretic ilegală, dar nu se putea face nimic pentru a o împiedica (la jocurile funerare ale lui Patrocle, Antilochus a cauzat zdrobirea lui Menelau în felul acesta), coliziunile fiind foarte probabil să se producă accidental oricum.

### Alte evenimente importante
Drept rezultat al înfloririi orașelor grecești în perioada clasică, alte festivaluri importante au apărut în Asia Minor, Magna Graecia și zona continentală principală oferind atleților oportunitatea de a obține faimă și avuții. În afara Olimpiadelor, cele mai respectate erau cele Istmice din Corint, Jocurile Nemeice desfășurate în Nemea, Jocurile Phytice din Delphi și Jocurile Panatenaice din Atena, unde câștigătorul cursei de care cu patru cai era recompensat cu 140 de amfore cu ulei de măsline (foarte căutat și prețuit în antichitate). Premiile acordate celorlalți concurenți constau în cereale în Eleusina, scuturi din bronz în Argos și vase din argint la Marathon[N6]. O altă formă a curselor de care de luptă era proba de la Jocurile Panatenaice numită apobatai, în care concurenții purtau armură și coborau periodic din care alergând alături de acestea pentru a sari din nou la conducerea lor. La aprobati exista un al doilea conducător care prelua hățurile când apobates săreau din atelaj; în listele cu învingători sunt menționate ambele nume ale celor doi conducători. Imagini ale acestui tip de competiție arată războinicii fiind înarmați, purtând căștile și scuturile, urcați în spatele carelor de cursă. Unii cercetători istorici consideră că evenimentul a păstrat tradițiile războiului homeric.

## Epoca Romană

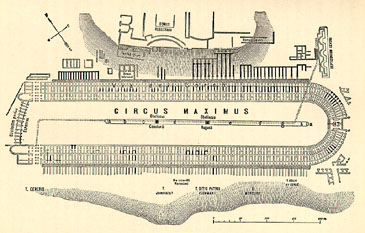
Planul Circus Maximus

Romanii au preluat cursele[N7] cel mai probabil de la etrusci care la rândul lor l-au împrumutat de la greci, dar romanii au fost de asemenea influențați de greci în special după cucerirea Cartaginei, din 146, în urma celui de-al Treilea Război Punic. Conform legendei romane, cursa carelor de luptă a fost folosită de Romulus imediat după fondarea Romei din 753 î.e.n. ca modalitate de a distrage bărbații sabini. Romulus a transmis invitații orașelor învecinate pentru a celebra festivalul Consualia care includea atât cursele de care cât și cele de călărie. În timp ce sabinii se delectau cu spectacolul, Romulus și oamenii săi au răpit femeile sabine, acestea devenind soțiile romanilor.

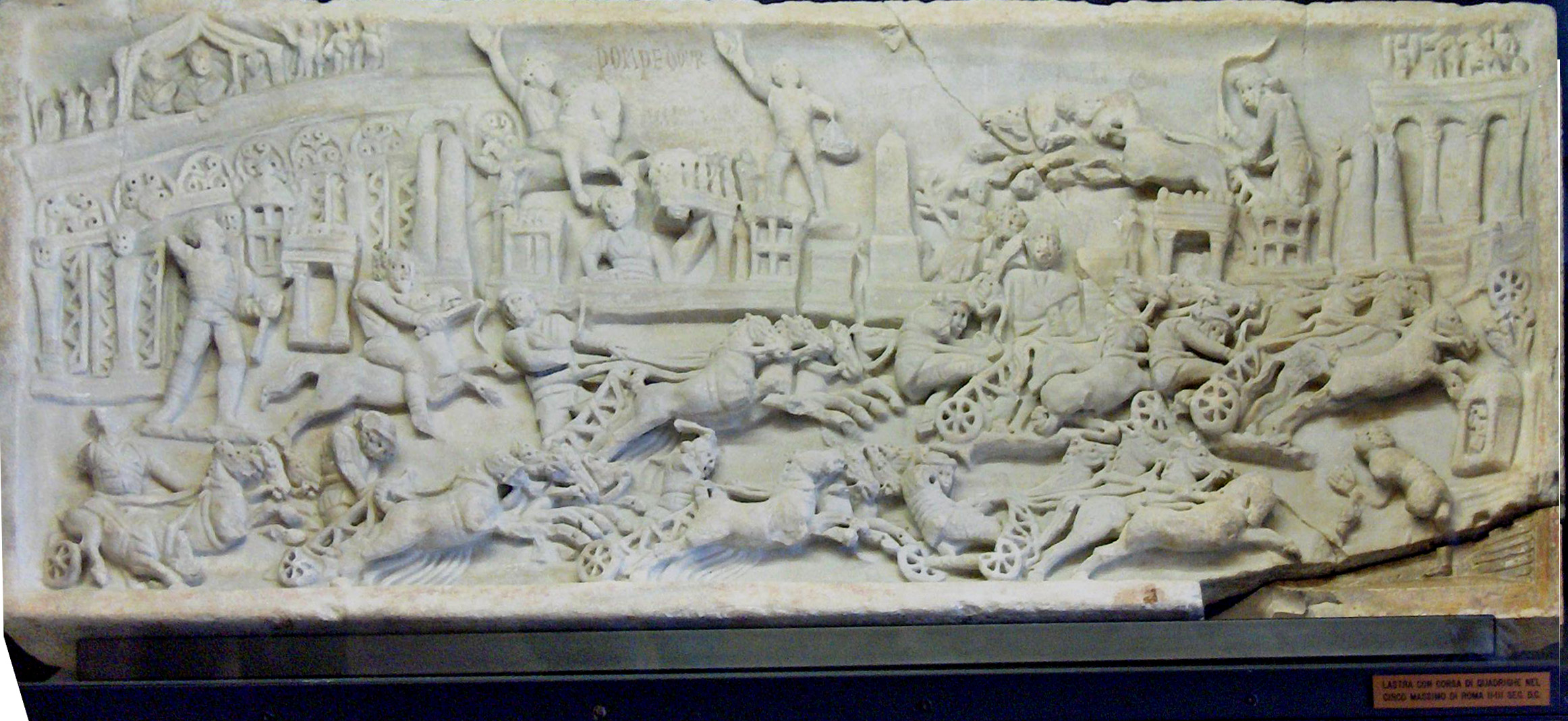
Basorelief reprezentând o cursă de quadriga la Circus Maximus (sec II-III)

În Roma Antică, întrecerile carelor de luptă aveau loc la circus. Locul principal de desfășurare a curselor era Circus Maximus, situat în valea dintre dealurile Palatin și Aventin[N8], care putea găzdui între 150.000 și 180.000 de spectatori. A fost primul dintre circurile Romei și se presupune o datare undeva la începuturile orașului[N9], greu de datat concret pentru că a fost reconstruit de Iulius Cezar în jurul anului 50 î.e.n. Lungimea sa era de 650 m iar lățimea de aproximativ 125 m. Unul dintre capetele pistei era deschis, spre diferență de celălalt, aici fiind și punctul de aliniere al carelor pentru startul în cursă. Romanii utilizau și ei o serie de porți denumite carceres, un echivalent al grecului hysplex. Acestea erau ridicate asemănător hysplex dar erau ușor diferite pentru că pista romană dispunea de o linie mediană continuă (spina) în centru. Ca și la greci, Carceres preluau din dezavantajul culoarului exterior de la capătul pistei unde se executa întoarcerea iar la start carele erau dispuse în spatele acestor porți cu arc. Când totul era pregătit, împăratul (sau cel care găzduia cursa, daca nu erau în Roma) dădea drumul unui obiect de îmbrăcăminte cunoscut sub numele de mappa, semnalizând astfel începutul cursei. Porțile cu arc se deschideau secvențial, creând un început de cursă echitabil pentru toți participanții.
Odată cursa începută, conducătorii încercau să se poziționeze în fața adversarilor în încercarea de a cauza zdrobirea lor în spina. Deasupra acestei delimitări mediane se găseau mese sau rame aflate pe stâlpi de susținere pe care, de asemenea, se găseau mici decorațiuni din marmură de forma ouălor sau delfinilor. Spina a devenit apoi tot mai elaborată, cu statuete și obeliscuri sau alte forme de artă dar multiplicarea decorațiunilor de pe spina a mai avut un rezultat neplăcut pentru că au devenit atât de numeroase încât obstrucționau câmpul vizual al spectatorilor aflați pe rândurile de la joasă înălțime. La celălalt capăt al spinei, cel opus liniei de start deschise, se găsea meta, punctul de întoarcere, de forma unor mari coloane aurite. Accidente spectaculoase aveau loc aici, precum în cursele grecești, în care conducătorii și carele zdrobite sau în incapacitate de a continua purtau denumirea de naufragia, numele latin pentru epave, naufragiați.
Cursa în sine era foarte asemănătoare replicii sale grecești, totuși se distinge numărul mare de competiții - de obicei 24 de curse zilnic, în decursul secolului patru, timp de 66 de zile pe an. Dar acestea presupuneau doar 7 tururi (și mai târziu doar 5 pentru a permite disputarea mai multor curse pe zi), în loc de 12 precum în cele grecești. De asemenea, stilul roman era orientat mai mult spre latura financiară; concurenții erau profesioniști iar pariurile erau o practică larg răspândită printre spectatori. Existau care de luptă cu patru cai (quadriga) și cu doi cai (biga), dar cele cu patru cai erau mai importante. În rare cazuri, dacă un conducător dorea să impresioneze prin abilitățile sale, putea utiliza până la 10 cai, dar folosirea unui număr mai mare nu era deloc practic. 

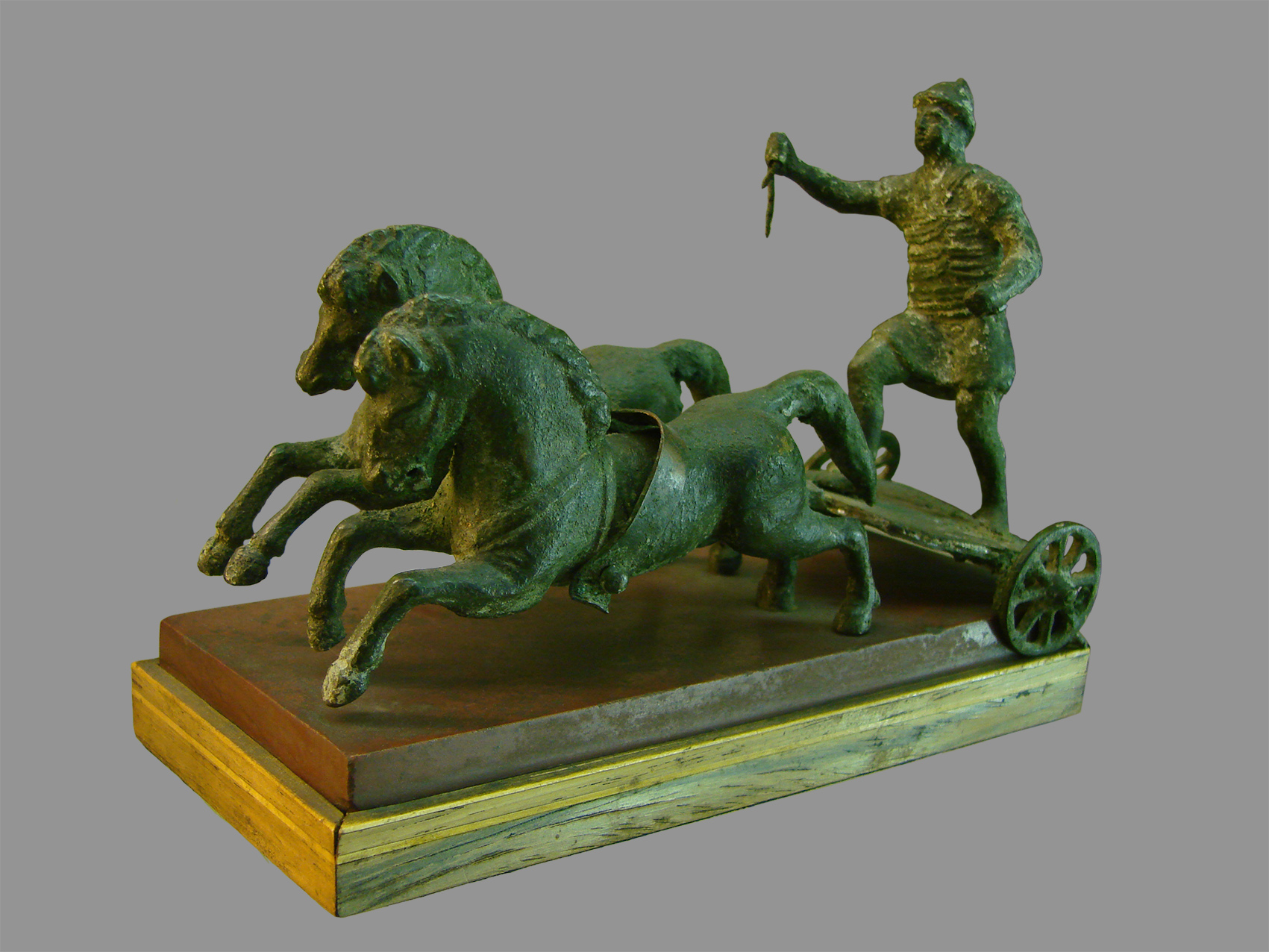
Biga din bronz din epoca galo-romană. Conducătorul ține un falx, cuțit curbat, pentru a taia hățurile în caz de accident

Tehnica și echipamentul conducătorilor romani de care difereau semnificativ de cele folosite de greci. Conducătorii romani de care își înfășurau hățurile în jurul taliei, în vreme ce grecii le țineau în mâini, astfel că virajele se abordau prin utilizarea corpului și a greutății corporale; cu hățurile legate de mijloc, aceștia se înclinau în laterale pentru a determina direcția de deplasare a cailor, păstrând mâinile libere pentru biciuire și echilibrare. Din această cauză, competitorii căzuți sau ale căror care s-au zdrobit nu puteau da drumul hățurilor și erau târâți pe pistă până erau uciși sau reușeau să se elibereze singuri. În scopul tăierii hățurilor și eliberării în caz de accident, ei purtau asupra lor un cuțit curbat denumit falx. De asemenea, mai purtau căști și alte elemente de echipament cu rol protector. În fiecare cursă putea exista un număr dat de echipe pe care facțiunile le puteau înscrie și care puteau coopera și coaliza pentru a-și maximiza șansele împotriva altor oponenți, forțându-i să iasă de pe culoarul de interior favorabil, să își piardă concentrarea sau expunându-i la accidente și răniri. Și spectatorii puteau juca un rol important în stabilirea ierarhiei finale; există dovezi că ei aruncau pe circuit, înaintea adversarilor favoriților lor, amulete de "blestem" împănate cu cuie.
O altă diferență importantă era că însuși conducătorii de care, aurigae, erau considerați a fi învingătorii, deși ei erau de obicei sclavi (precum în lumea greacă). Primeau o cunună din frunze de laur și, probabil și niște sume de bani; dacă reușeau să câștige suficiente curse își puteau cumpăra libertatea. 

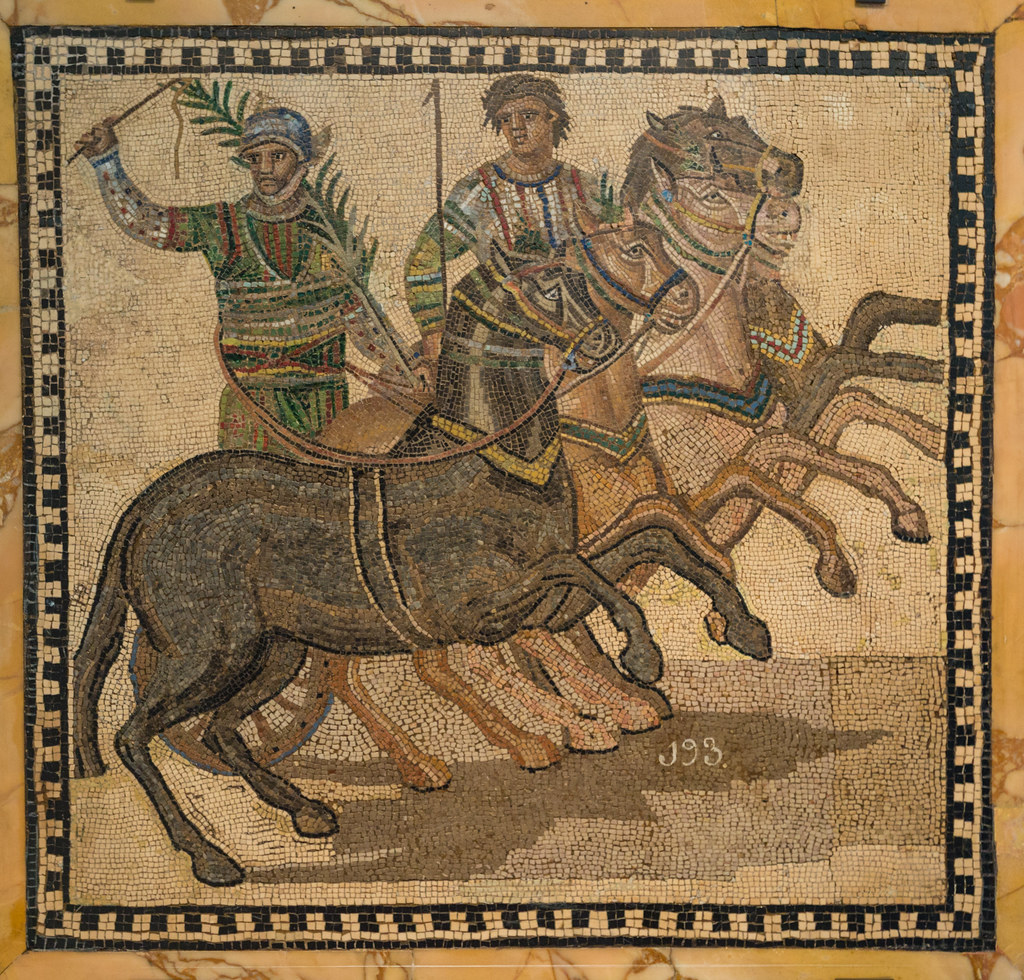
Mozaic reprezentând un câștigător al Roșiilor într-o cursă a carelor de luptă

Conducătorii puteau deveni celebrități în Imperiu pur și simplu supraviețuind, prin prisma faptului că speranța de viață a conducătorilor de carelor de luptă nu era prea ridicată. O asemenea celebritate a fost Scorpus, lăudat de Marțial, care a câștigat 2.048 de curse înainte de a fi ucis într-o coliziune la meta când încă nu împlinise 27 de ani. Cel mai faimos dintre toți a fost Gaius Appuleius Diocles (104-146) care a câștigat 1.462 din 4.257 de curse iar de 861 de ori a terminat pe locul doi. Când Diocles s-a retras la vârsta de 42 de ani, după o carieră de 24 de ani, câștigurile sale financiare se ridicau la un total de 35.863.120 sesterți, echivalentul a 15 miliarde de dolari, făcându-l pe Diocles cel mai bine plătit sportiv din istorie. Și caii deveneau celebrități dar, de asemenea, și speranța lor de viață era scăzută. Romanii au ținut o evidență detaliată a numelor, pedigriului și crescătorilor cailor faimoși.
Locurile din circus erau gratuite pentru săraci care aveau puține lucruri de făcut să își ocupe timpul de vreme ce nu mai erau implicați în politică sau acțiunile militare precum în perioada  Republicii. Cei bogați își permiteau să plătească pentru locuri umbrite și cu o vedere mai bună și, probabil, își petreceau mare parte din timp asistând și pariind la cursele carelor de luptă.  Circul era unicul loc unde împăratul se arăta în fața populației strânse în număr mare și unde, la rândul său, populația își putea manifesta afecțiunea sau mânia la adresa sa. Loja imperială din Circus Maximus, denumită pulvinar, era legată direct la palatul imperial.

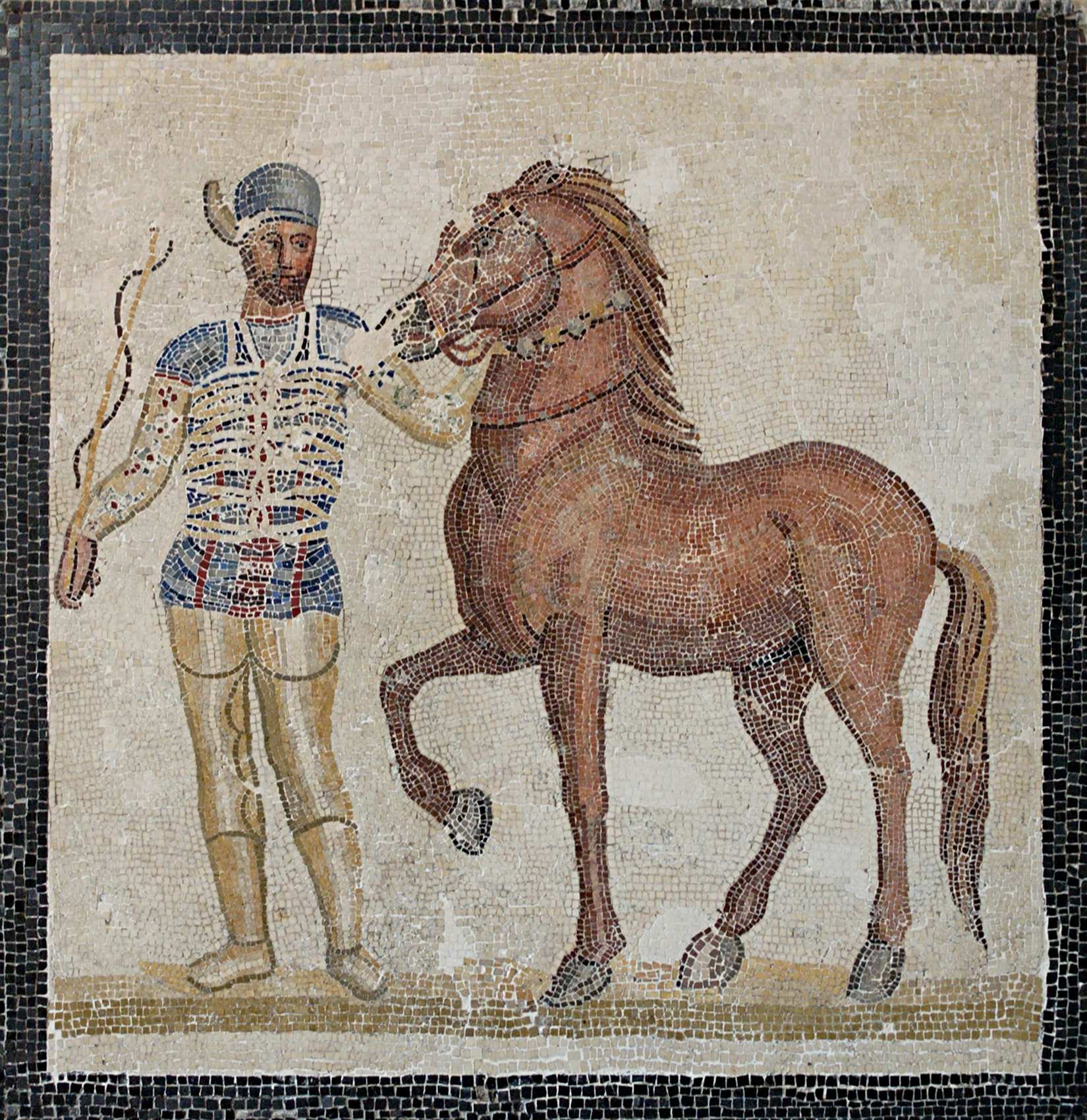
Conducător al facțiunii veneta (Albastre)

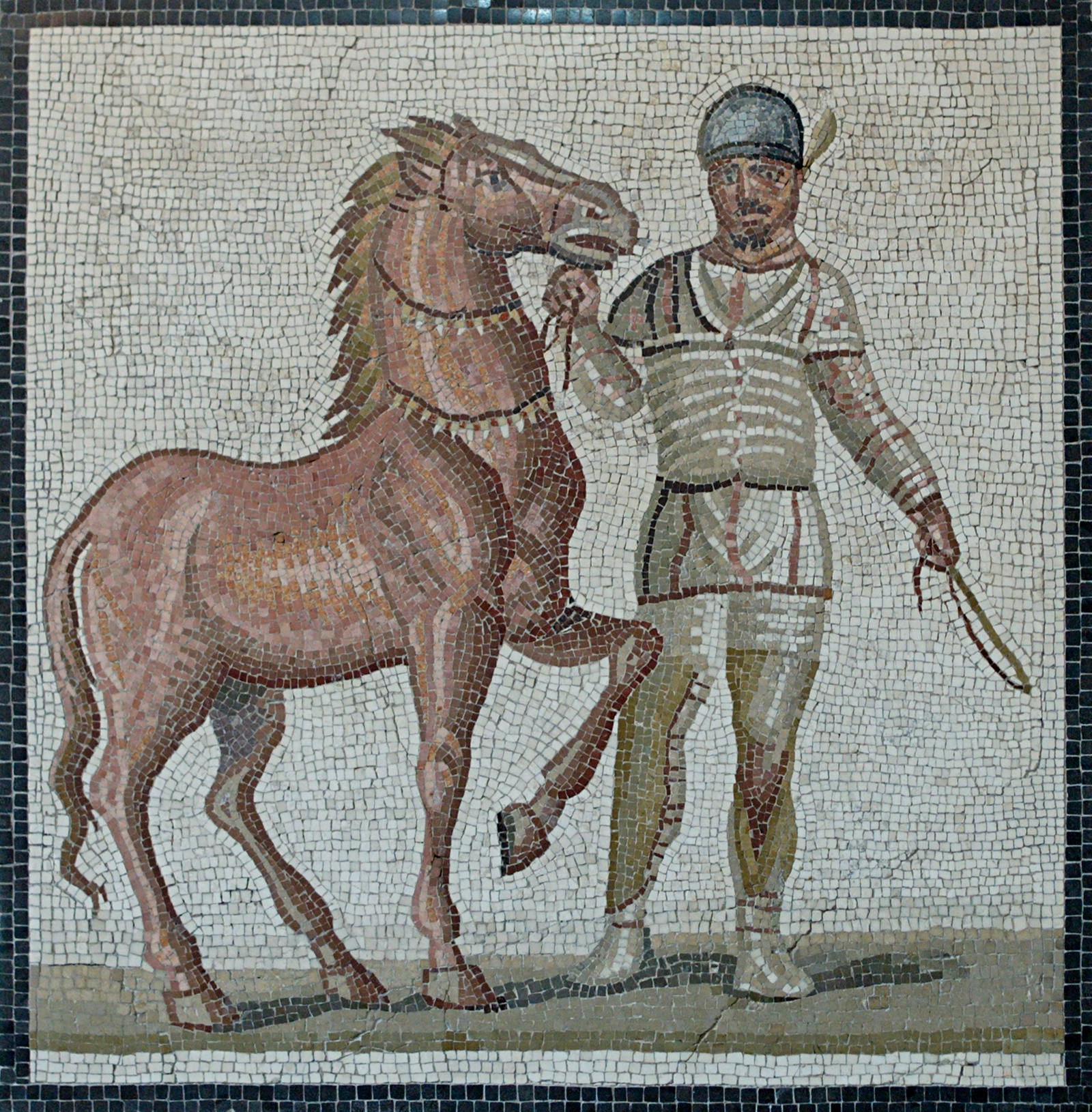
Conducător de car al Albilor

Hainele și echipamentul conducătorilor erau colorate după un anumit cod în concordanță cu facțiunea de care aparțineau, ceea ce permitea asistenței să îi identifice mai ușor și să le monitorizeze progresul. Potrivit lui Tertulian, inițial erau doar două facțiuni, Albă și Roșie, dedicate iernii respectiv verii. În perioada de maximă dezvoltare existau patru facțiuni: Roșie, Albă, Verde și Albastră. Fiecare echipă putea avea până la trei care în cursă, iar membrii aceleiași echipe colaborau adesea împotriva celorlalte echipe, de exemplu pentru a le forța coliziunea în spina (o tactică legală și încurajată). Conducătorii puteau schimba echipele destul de asemănător cu transferul sportivilor profesioniști din perioada contemporană; Gaius Appuleius Diocles, de pildă, la vârsta de 18 ani concura pentru Albi, după șase ani a schimbat pentru echipa Verde iar după alți trei, la vârsta de 27 de ani, a concurat pentru echipa Roșiilor până la retragerea sa de la vârsta de 42 de ani.
În 77 î.e.n., rivalitatea dintre Roșii și Albi era deja dezvoltată când la funeraliile unui conducător al roșiilor un suporter s-a aruncat în rugul funerar. Totuși, niciun scriitor al timpului nu s-a referit la aceste facțiuni la modul în care vor fi cunoscute mai târziu, acela de organizații oficiale. Scriind aproape de începutul secolului al treilea, Tertulian afirma că Roșii erau dedicați lui Marte, Albii lui Zefir - zeul vântului vestic, Verzii Mamei Naturi sau primăverii, iar Albaștrii - cerului și mării sau toamnei. Domițian a creat două noi facțiuni, Purpurii și Aurii, dar acestea au dispărut curând după moartea sa. Albaștrii și Verzii au devenit treptat cele mai prestigioase facțiuni, susținute de împărat și populație deopotrivă. Albii și Roșii sunt doar rar menționați în literatura care a supraviețuit timpului, deși activitatea lor continuă este atestată de inscripții și tăblițele de blesteme.

## Epoca Bizantină

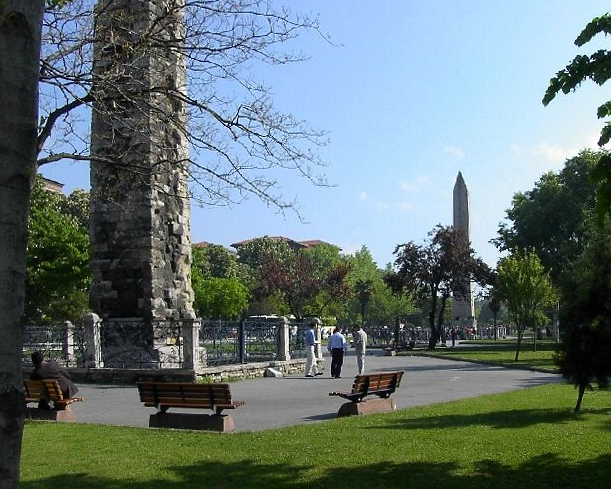
Hipodromul în zilele moderne, cu Obeliscul Zidit în prim plan și Obeliscul lui Tutmes al III-lea în dreapta

La fel ca alte multe aspecte ale lumii romane, cursele carelor de luptă au continuat în Imperiul Roman de Răsărit, chiar dacă bizantinii nu au ținut o evidență și o statistică precum au făcut-o romanii. Constantin cel Mare prefera aceste curse în dauna luptelor gladiatorilor pe care le considera o rămășiță a păgânismului. Jocurile Olimpice au fost suprimate în cele din urmă de împăratul Teodosiu I în anul 393, într-o acțiune menită a pune capăt păgânismului și a promova creștinismul, dar cursele carelor de luptă au rămas populare. Faptul că acestea deveniseră strâns legate de majestatea imperială însemna că biserica nu le-a împiedicat deși, treptat, proeminenți scriitori creștini precum Tertulian au început să atace sportul[N10]. Hipodromul din Constantinopol (în realitate un circus roman, nefiind un spațiu deschis precum erau hipodromurile originale grecești) era conectat la palatul împăratului și la biserica Aghia Sophia, permițând spectatorilor să-și vadă împăratul precum cei din Roma[N11]. Nu sunt multe dovezi că mituirea conducătorilor de care sau alte forme de trișat erau o obișnuință în Imperiul Roman, dar în Imperiul Bizantin se pare că se trișa mai mult; codificarea dreptului roman de către Iustinian I a pus accent și pe interzicerea plasării de capcane asupra adversarilor (precum amuletele împănate cu cuie), dar altfel se pare că nu exista un sistem elaborat de manipulare sau de mituire. Purtarea culorii echipei favorite devenise un aspect important al modei bizantine.

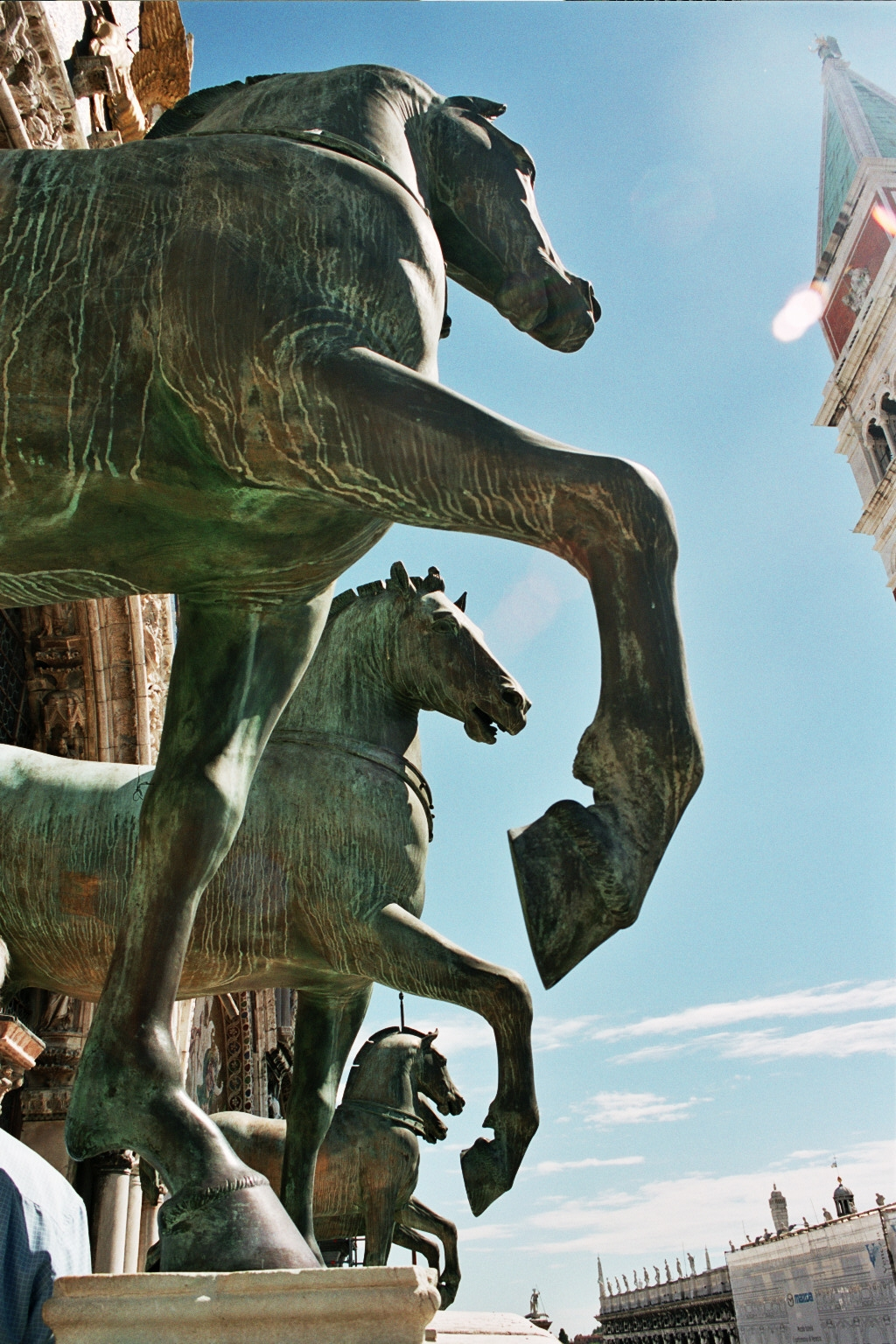
Cvadrigă Triumfală, un ansamblu roman sau grecesc format din statuile de bronz a patru cai, în original fiind parte a unui monument ce reprezenta o Cvadrigă (quadriga). El datează din perioada Antichității Clasice târzii și era expus la Hipodromul din Constantinopol. În anul 1204 Dogele Enrico Dandolo a trimis ansamblul la Veneția ca parte a pradei din Constantinopole din timpul celei de-a patra cruciade.

Cursele carelor din Imperiul Bizantin includeau de asemenea facțiunile tradiționale romane care au continuat să joace un rol proeminent în aceste manifestări publice. În acest timp, Albaștrii (Vénetoi) și Verzii (Prásinoi) puneau în umbră celelalte două facțiuni ale Albilor (Leukoí) și Roșiilor (Roúsioi), iar diverse alianțe s-au menținut chiar dacă acestea erau fixate la un moment dat ca Albaștrii și Albii împotriva Verzilor și Roșiilor[N12]. Însuși împăratul aparținea uneia din cele patru grupări și sprijinea interesele Albaștrilor sau Verzilor.
Dar Albaștrii și Verzii au devenit mai mult decât simple echipe sportive. Ei au obținut o influență tot mai mare în afacerile militare, politice[N13] și teologice, dar ipoteza că Verzii reprezentau Monofizismul iar Albaștrii Ortodoxia este controversată. Se consideră în general că niciuna dintre facțiuni nu avea credințe sau prejudecăți religioase consistente, în ciuda faptului că au activat într-un mediu bogat în controverse religioase. Conform unor istorici, rivalitatea dintre Albaștri și Verzi au contribuit la condițiile care au stat la baza ascensiunii Islamului, în vreme ce rivalitățile au fost exploatate de Imperiul Sasanid în conflictele sale cu bizantinii din timpul secolului precedent apariției Islamului[N14].
Rivalitatea Albastră-Verde erupea adesea în lupte de grup, violențe de stradă tot mai dese și mai grave în timpul domniei lui Iustin I, care a luat măsuri pentru restaurarea ordinii când un cetățean a fost ucis chiar în Aghia Sophia (biserica Sfânta Sofia). Răzmerițele au culminat cu Răscoala Nika din anul 532, din timpul domniei lui Iustinian, începută atunci când cele două facțiuni principale s-au unit și au încercat fără succes răsturnarea împăratului. Cursele carelor de luptă pare să fi cunoscut declinul în decursul secolului VII, odată cu pierderile Imperiului în fața arabilor și declinul populației și economiei. Albaștrii și Verzii, privați de orice putere politică, au fost reduși la un rol pur ceremonial. Hipodromul din Constantinopole a rămas dedicat curselor, jocurilor și ceremoniilor publice până la jaful Constantinopolului din timpul celei de-a patra cruciade din 1204. În secolul XII, împăratul Manuel I Comnen a organizat chiar turniruri după modelul vestic în Hipodrom. În timpul jafului din 1204, cruciații au prădat, printre alte lucruri, și ansamblul quadriga care împodobea zona carceres; în prezent este expus la Bazilica San Marco din Veneția. După aceea Hipodromul a fost neglijat, chiar daca s-au mai organizat aici ocazional spectacole. Urmele Hipodromului din secolul XV prezintă un sit abandonat, cu câțiva pereți rămași în picioare și spina, delimitarea centrală, jefuită de splendorile sale. În prezent (2010) doar obeliscurile și Coloana Șarpelui mai există în locul unde timp de secole spectatorii se adunau. În Vest, cursele au încetat mult mai devreme; la sfârșitul secolului IV distracțiile publice de genul acesta nu mai aveau loc decât în câteva orașe. Ultima cursă a carelor de luptă în Roma a avut loc la Circus Maximus în anul 549.